# Michel Biet
Michel Biet (født 3. november 1883 i Amsterdam, død 25. november 1948 i Amsterdam) var en nederlandsk gymnast som deltog under Sommer-OL 1908.
Han var en del af de nederlandske gymnastikhold, som kom på en syvendeplads under Sommer-OL 1908 i holdkonkurrencen for mænd. I den indviduelle all-round konkurrence kom han på en 49. plads.